# Kristers Aparjods
Kristers Aparjods (Sigulda, 24 de febrero de 1998) es un deportista letón que compite en luge en la modalidad individual. Su hermana Kendija compite en el mismo deporte.
Participó en dos Juegos Olímpicos de Invierno, obteniendo una medalla de bronce en Pekín 2022, en la prueba por equipo (junto con Elīza Tīruma, Mārtiņš Bots y Roberts Plūme), y el sexto lugar en Pyeongchang 2018, en la misma prueba.
Ganó cuatro medallas en el Campeonato Mundial de Luge entre los años 2020 y 2024, y seis medallas en el Campeonato Europeo de Luge entre los años 2019 y 2023.

## Palmarés internacional
| Juegos Olímpicos   | Juegos Olímpicos      | Juegos Olímpicos  | Juegos Olímpicos       |
| Año                | Lugar                 | Medalla           | Prueba                 |
| ------------------ | --------------------- | ----------------- | ---------------------- |
| 2022               | Pekín (China)         | Medalla de bronce | Equipo                 |
| Campeonato Mundial |                       |                   |                        |
| Año                | Lugar                 | Medalla           | Prueba                 |
| 2020               | Sochi (Rusia)         | Medalla de plata  | Equipo                 |
| 2023               | Oberhof (Alemania)    | Medalla de bronce | Equipo                 |
| 2024               | Altenberg (Alemania)  | Medalla de bronce | Individual (velocidad) |
| 2024               | Altenberg (Alemania)  | Medalla de bronce | Equipo                 |
| Campeonato Europeo |                       |                   |                        |
| Año                | Lugar                 | Medalla           | Prueba                 |
| 2019               | Oberhof (Alemania)    | Medalla de bronce | Individual             |
| 2020               | Lillehammer (Noruega) | Medalla de bronce | Equipo                 |
| 2022               | St. Moritz (Suiza)    | Medalla de oro    | Equipo                 |
| 2022               | St. Moritz (Suiza)    | Medalla de plata  | Individual             |
| 2023               | Sigulda (Letonia)     | Medalla de oro    | Equipo                 |
| 2023               | Sigulda (Letonia)     | Medalla de bronce | Individual             |